# Azrou
Azrou (berberă Aẓro, ⴰⵥⵔⵓ, arabă پل خمری) este un oraș în Maroc.